# Михеевка (Брянская область)
Михеевка (Михеево) — посёлок в Дубровском районе Брянской области, в составе Рябчинского сельского поселения. Расположен в 3,5 км к юго-востоку от посёлка Серпеевский. Население — 7 человек (2010).

## История
Основан в 1920-х гг.; до 2005 года входил в Серпеевский сельсовет (в отдельные годы — в Рябчинском, Алёшенском сельсовете).
| Годы      | 1926 | 1979 | 1989 | 2002 | 2010 |
| --------- | ---- | ---- | ---- | ---- | ---- |
| Население | 27   | 32   | 18   | 14   | 7    |